# 张明亮
张明亮（1987年1月5日—），河北邯郸临漳人，中国男子轮椅冰壶运动员。2019年和2021年世界轮椅冰壶锦标赛冠军。

## 个人经历
2019年3月10日，在年苏格兰斯特灵举行的世界轮椅冰壶锦标赛决赛中，与队友闫卓、徐新臣、王海涛、张强一起获得世界轮椅冰壶锦标赛冠军，这是中国轮椅冰球队首次获得世锦赛冠军。
2021年10月30日，在北京举办的世界轮椅冰壶锦标赛（「相约北京」冬残奥会测试赛）上，王海涛与队友闫卓、孙玉龙、王海涛、陈建新一起获得冠军。
2022年3月12日，在北京举办的2022年冬季残疾人奥林匹克运动会上，张明亮与队友闫卓、孙玉龙、陈建新、王海涛一起获得金牌。

## 资料来源
1. ↑  . 2022-02-27  [2022-02-27]. （原始内容存档于2022-03-07）.
2. ↑  . m.news.cctv.com.   [2022-02-21]. （原始内容存档于2022-02-21）.
3. ↑  . www.chinanews.com.cn.   [2022-02-21]. （原始内容存档于2022-02-21）.